# Mirobriga
Mirobriga o Mirobriga dei Celtici (Mirobrigensis qui celtici cognominantur - Plin. Nat IV 118) era una località, probabilmente una città, nell'Antichità situata nell'estremo ovest della provincia di Lusitania, nel territorio dei popoli celtici e fu menzionata da Plinio il Vecchio, e da Tolomeo.
Nonostante alcune incertezze, il nome è stato associato al sito archeologico di Castelo Velho de Santiago do Cacém fin dal secolo XVI, situato vicino alla città di Santiago do Cacém, nel comune omonimo, nel Sud-ovest del Portogallo. È anche conosciuta come Città Romana di Mirobriga o Ruínas de Mirobriga È soprattutto conosciuta per essere stata una città in epoca romana però ebbe le sue origini nell'età del ferro e la sua occupazione continuò fino alla Tarda Antichità. Rappresenta uno dei siti di epoca romana meglio conservati e conosciuti nel Sud-ovest del Portogallo, con tracce di numerosi edifici e strade, la maggior parte dei quali in buone condizioni, ed è noto soprattutto per i suoi due edifici termali.
Il sito archeologico fu classificato dallo Stato portoghese come Bene di Interesse Pubblico nel 1940, statuto confermato nel 1943. Il sito è aperto al pubblico e fa parte degli Itinerari Archeologici dell'Alentejo e dell'Algarve, avendo ricevuto, nel 2017, una distinzione al XVI Gala «Oscars do Alentejo», promosso dalla Rivista Mais Alentejo, nella categoria «Mais Património».

## Storia

### Età del ferro
La collina centrale del sito è conosciuta come "Castelo Velho", toponimo di castello, abbastanza comune nel Sud del Portogallo, indica spesso l'esistenza di siti archeologici con occupazione preromana. L'importanza dei resti conservati di epoca romana ha concentrato la maggior parte delle ricerche del sito su questo periodo della sua storia, determinando una grande mancanza di conoscenza dei suoi primi momenti. D'altronde la città di epoca romana si sovrapponeva all'area centrale di quello che sarebbe stato l'insediamento originario, avendo distrutto gran parte dei resti, rendendone difficoltoso lo studio.

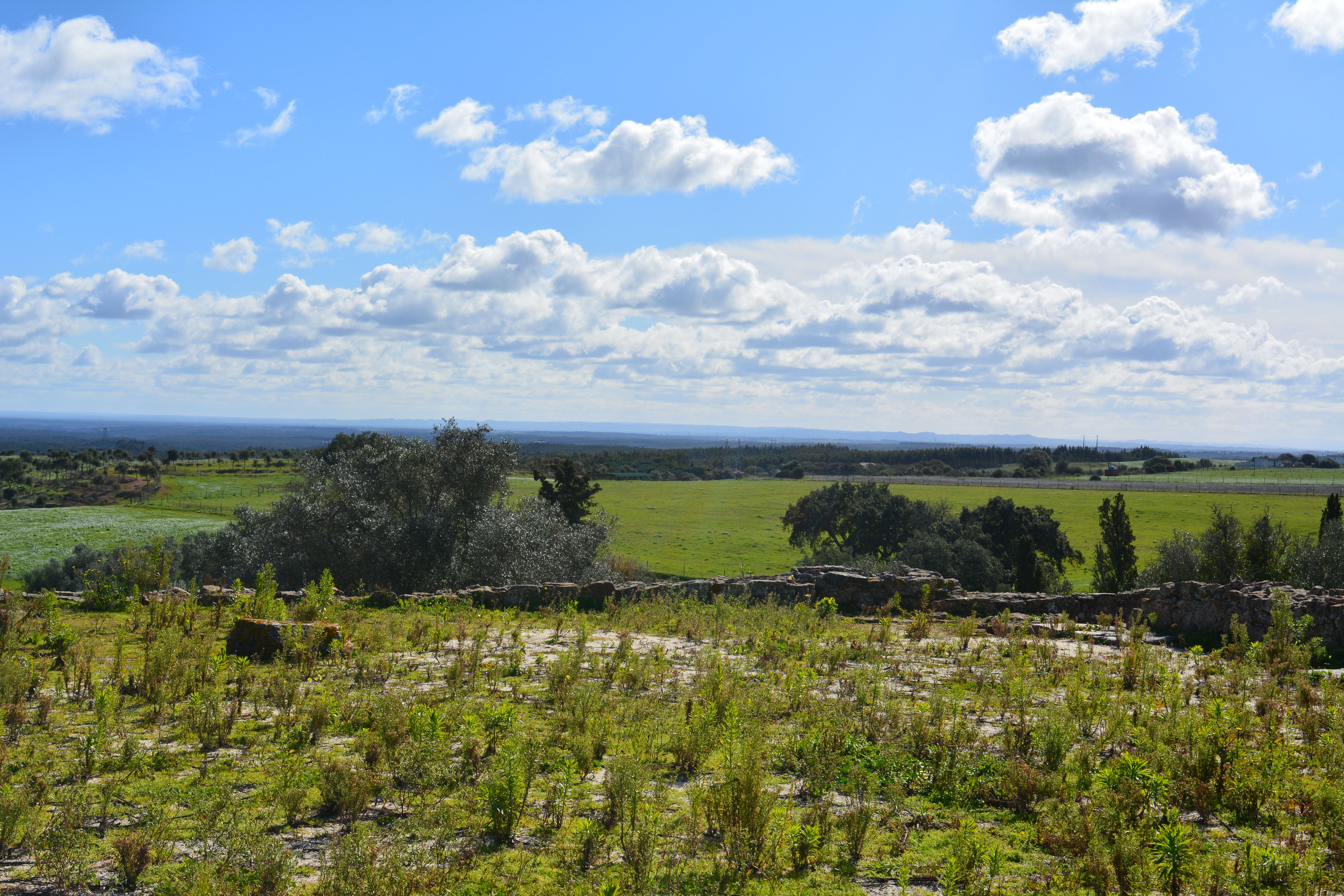
Paesaggio visto dal colle del Castelo Velho, oggi foro di Mirobriga

Le tracce di occupazione risalgono almeno al secolo V-IV a.C. Sebbene alcuni elementi indichino scambi commerciali con aree puniche, la cultura materiale del sito sembra suggerire una forte componente continentale, detta “celtica”, che non è incompatibile con il toponimo associato. Plinio si riferisce ai Mirobrigensis qui celtici cognominantur (Mirobriguenses che sono chiamati Celti) (Nat. IV. 35. 118). Lo stesso suffisso "-briga" suggerisce una componente celtica nella zona.
L'abitato avrebbe occupato la sommità del colle Castelo Velho, nell'area oggi corrispondente al foro di epoca romana, e sarebbe un insediamento fortificato.

### Periodo romano
Dopo la seconda guerra punica, l'esercito romano entrò, nel 218 a.C. nella penisola iberica, dando inizio a un processo di espansione territoriale che culminerà con l'inserimento definitivo di questo territorio nell'ambito politico romano, come provincia della Hispania.

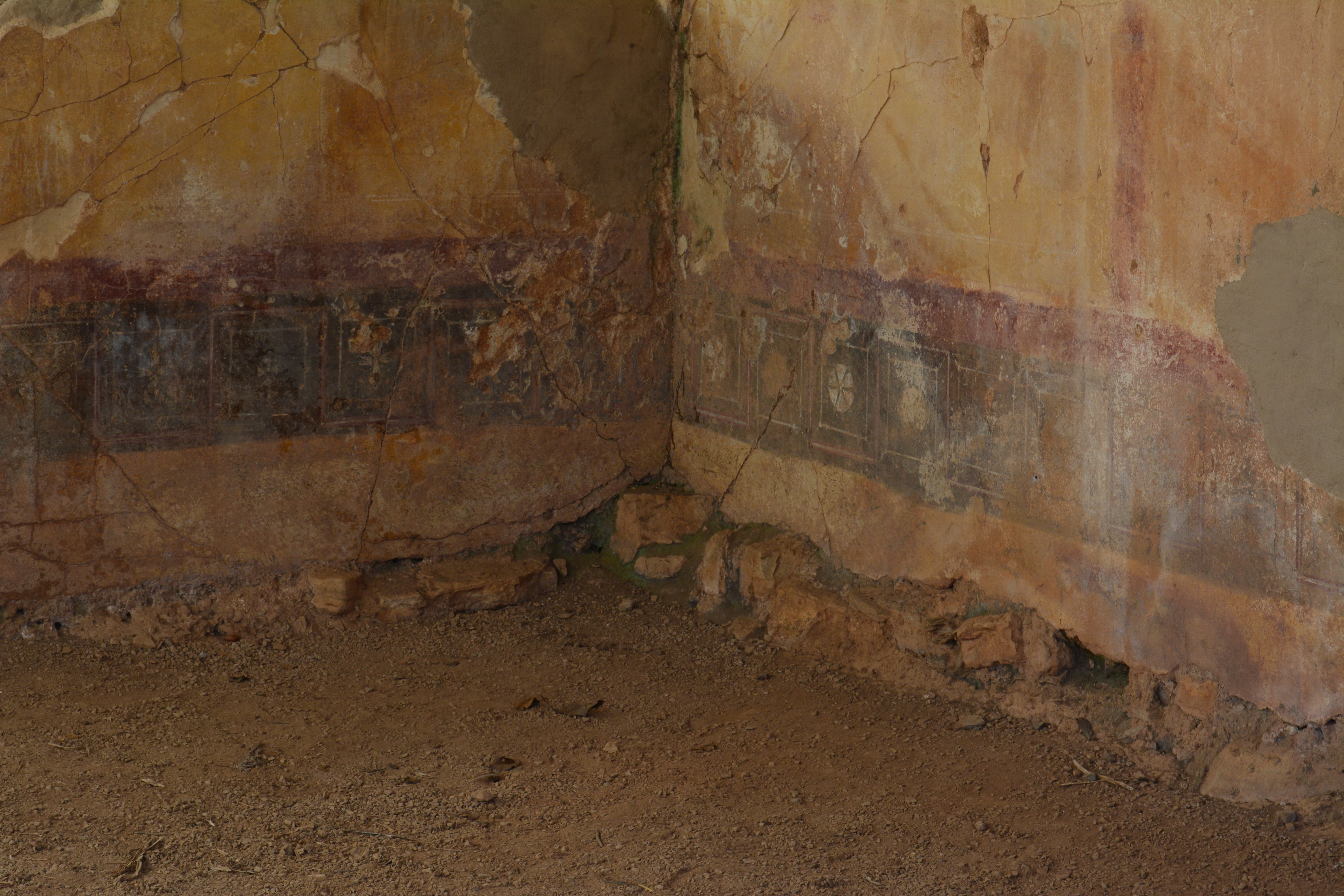
Affreschi in une delle case romane

È probabile che dal 139 a.C. l'area di Mirobriga fosse già sotto il controllo di Roma, poiché le campagne di Quinto Servilio Cepione si basarono già sul cosiddetto «asse del Tago». La conquista della Hispania si concluse alla fine del secolo I a.C., seguì l'organizzazione amministrativa del nuovo territorio, promossa da Augusto, con la creazione delle province di Tarraconense, Betica e Lusitania. Ciò sarebbe accompagnato da un lungo processo di trasformazione culturale, chiamato romanizzazione.

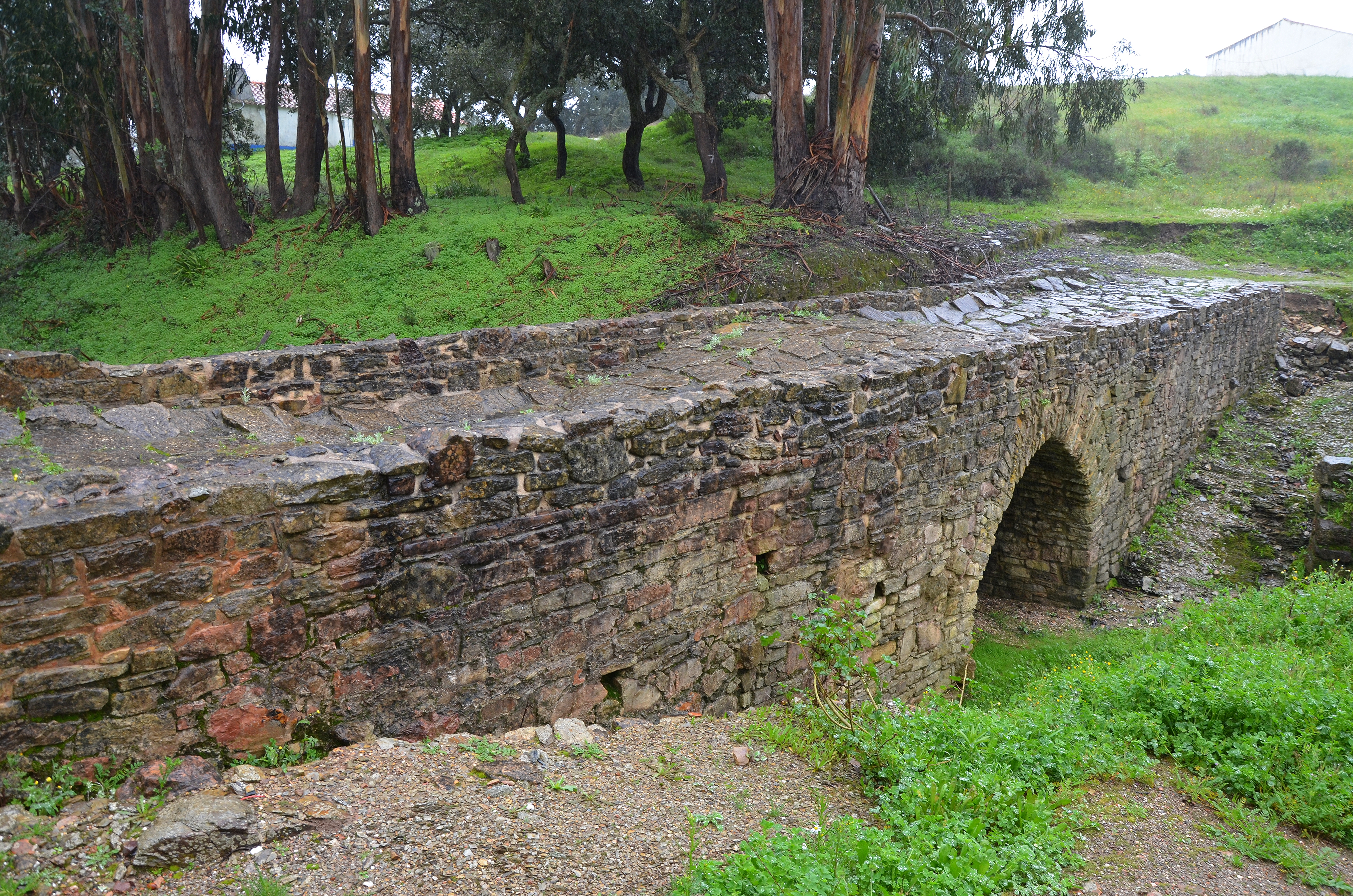
Ponte romano di Mirobriga

La creazione della nuova provincia presupponeva l'istituzione di cividades (città), con lo scopo di organizzare il territorio e consentire, tra l'altro, la riscossione delle tasse da parte di Roma. La creazione di una città poteva essere fatta da zero oppure, come nel caso di Mirobriga, selezionando un villaggio esistente e trasformandolo. A seconda del loro rapporto negoziale con Roma, le nuove città ricevettero statuti diversi. Se l'associazione di questo sito con la Mirobriga menzionata da Plinio è corretta, la città avrà ricevuto lo status di stipendiarium (ius stipendiarium). Sebbene i limiti del suo territorio non siano noti, è probabile che controllasse un'area relativamente vasta attorno a sé, che includerebbe Sines. Le città romane furono organizzate in conventi legali, facilitandone il dialogo e l'organizzazione a livello provinciale. Mirobriga fu integrata nel convento di Pax Iulia, ora Beja.
La città romana è di dimensioni piuttosto ridotte. Tuttavia, poiché, a differenza di molte città antiche, come Roma, o anche Lisbona, la città attuale (Santiago do Cacém) non si trova direttamente sopra quella antica, diversi edifici sono conservati in buone condizioni, ed è anche possibile osservare, in alcuni punti, il tessuto urbano (edifici, strade e un ponte).
La maggior parte degli edifici conosciuti risalgono all'epoca Flavia, quando lo sviluppo urbanistico della città fu intenso. Questi dati, assieme a quelli epigrafici, suggeriscono che Mirobriga possa aver ottenuto lo status di municipio in questo periodo.

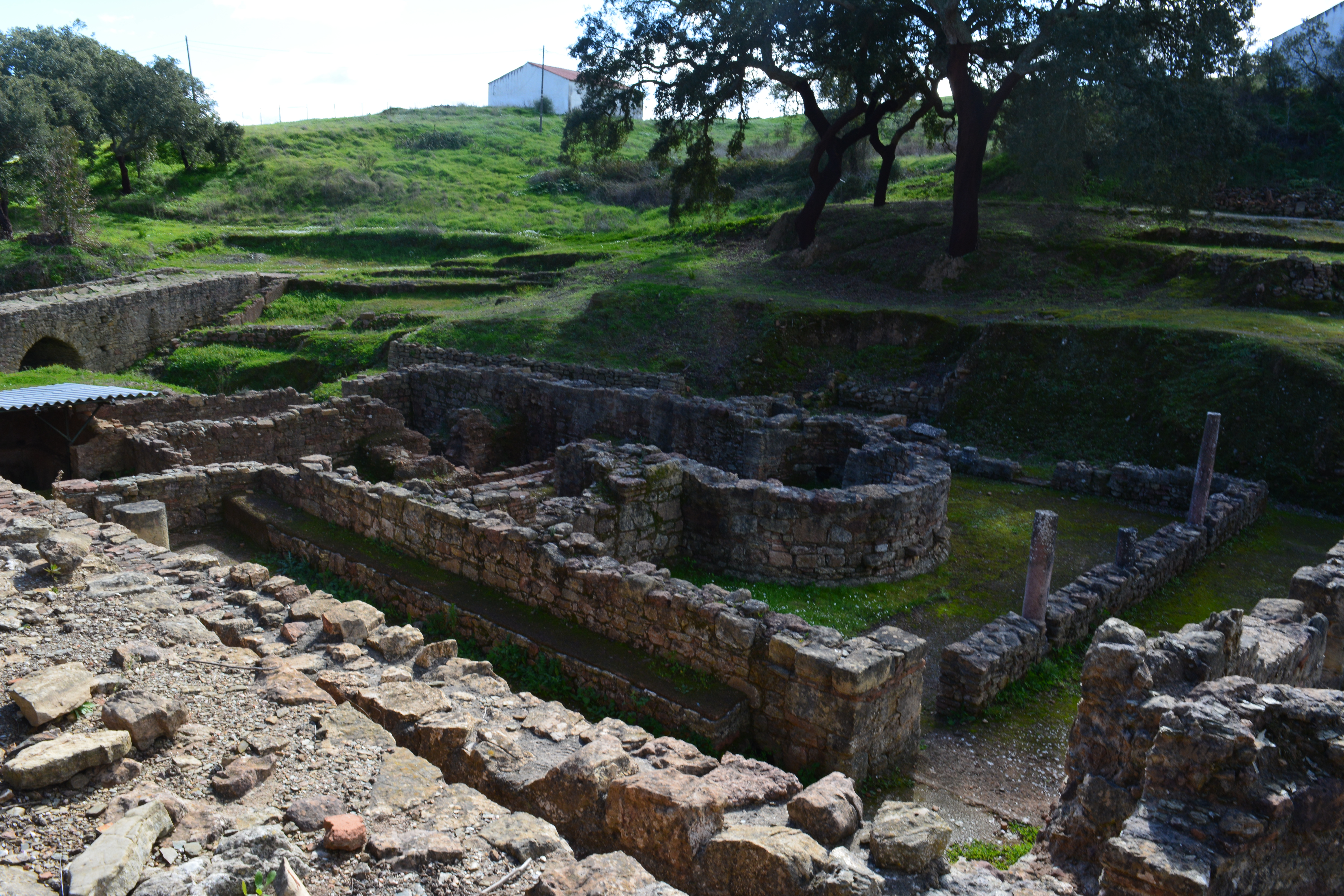
Terme Este a Mirobriga

Questo è il periodo più conosciuto del sito e quello che meglio possiamo osservare durante una visita al sito. Tra i principali edifici conosciuti si distinguono gli edifici pubblici come il foro, situato sul colle principale; due edifici termali, ubicati in una valle; e un circo, situato a sud del perimetro urbano. Sono inoltre noti numerosi spazi commerciali, in particolare le cosiddette taberne, negozi o impianti artigianali di piccole/medie dimensioni. Attualmente sono note anche diverse abitazioni, la maggior parte delle quali a peristilio.

### Tarda antichità
In questo periodo di difficile caratterizzazione si assiste a una trasformazione del mondo urbano, il quale, pur essendo erede dell'epoca precedente, quella romana, risulta sempre più frammentato. Fu durante questo periodo, segnato dalle cosiddette invasioni dei popoli germanici (o barbari), che avvenne la trasformazione del mondo basato sull'imperium di Roma, verso i regni medievali che avrebbero segnato il Medioevo.
Il territorio di Mirobriga fu amministrativamente romano fino al 409, e da quella data fino al 711 fece parte del cosiddetto Regno visigoto. I dati su questo periodo sono ancora scarsi e alquanto difficili da rintracciare, anche se alcune indagini più recenti danno il loro contributo. L'antica città romana continuò a essere abitata almeno fino al secolo VI/VII, anche se non si conoscono ancora i dettagli esatti di tale occupazione né se il sito continuasse a essere, di fatto e amministrativamente, una città.
Nel 711, con l'incursione militare di Tariq, il Regno visigoto fu smantellato, essendo integrato in Al-Andalus, un nuovo territorio del califfato omayyade. La cronologia iniziale dell'occupazione della collina dell'attuale Santiado do Cacém non è conosciuta. Nemmeno se l'antica città romana fosse ancora occupata. Tuttavia, è stata avanzata l'ipotesi che la nuova città islamica potrebbe essere l'erede dell'antica Mirobriga, che sarebbe stata spostata su una collina che offrisse un migliore controllo territoriale della costa, abbandonando l'insediamento precedente.
Il sito si trova nella tenuta dos Chãos Salgados. Trattandosi di zona agricola è possibile che il sito sia sempre stato conosciuto. Il riferimento più antico conosciuto risale però al secolo XVI, quando André de Resende lo menziona nella sua opera De Antiquitatibus Lusitaniae, del 1593.
Si deve a Resende l'associazione di questo sito con il nome Mirobriga (dei Celtici), uno dei luoghi menzionati da Plínio il Vecchio nella sua descrizione della costa della Lusitania (Nat. IV. 35. 118), in Storia naturale. C'è ancora qualche dibattito su questa associazione, in quanto non se ne conoscono prove certe, ma questa è generalmente accettata dalla comunità scientifica ed è questo il nome normalmente utilizzato dal grande pubblico per designare il sito.
L'attività agricola sul sito ha portato alla scoperta occasionale di alcuni resti, in particolare epigrafi. Nel 1720, uno dei fondatori dell'Accademia Reale di Storia Portoghese visitò Santiago do Cacém per esaminare le iscrizioni trovate.

## Scoperta

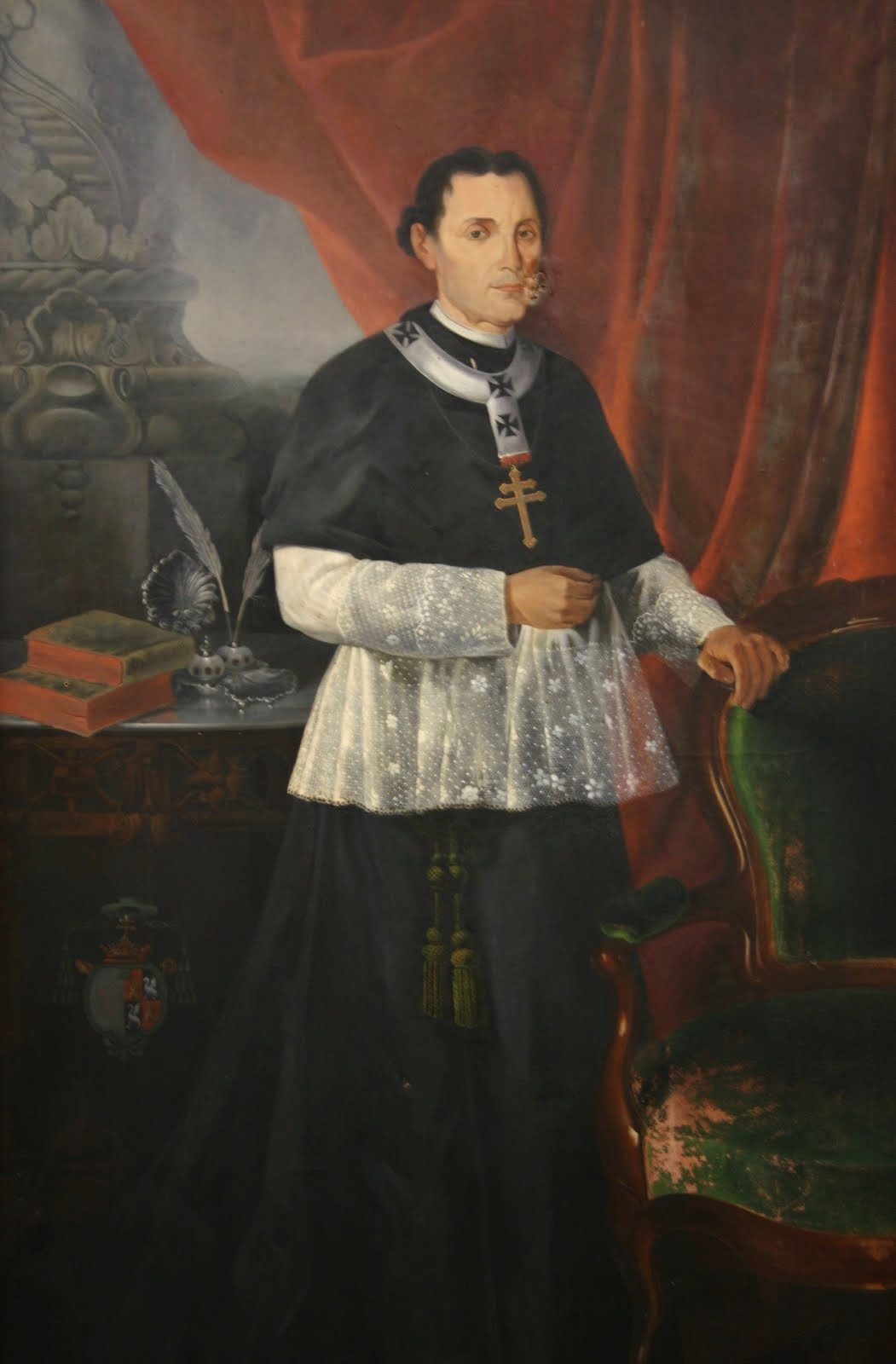
Ritratto di Dom Manuel do Cenáculo

I primi scavi documentati risalgono all'inizio del XIX secolo e furono effettuati per iniziativa del parroco di Santiago do Cacém, Bonifácio Gomes de Carvalho, patrocinato da Dom Manuel de Cenáculo Villas-Boas, all'epoca vescovo di Beja.
Di queste prime indagine, non restano che piccole notizie e lettere scritte da Gomes de Carvalho che riportavano alcuni ritrovamenti, e che inviò a Dom Manuel do Cenáculo. Il vescovo, noto antiquario, raccolse e ricevette reperti archeologici provenienti da varie parti dell'Alentejo, fondando un museo presso la Biblioteca Pubblica di Évora nel 1805.
Purtroppo l'origine di molti oggetti è andata perduta, rendendo impossibile determinare quali provenissero da Mirobriga. Attualmente, l'unico oggetto del museo che è stato possibile attribuire a questo sito è una piccola statuetta in bronzo di un Ercole giovanile, che è stato possibile rintracciare grazie a uno schizzo, datato 1798, di José Cornide Saavedra, che ne identifica l'origine.
In omaggio a Dom Manuel do Cenáculo, il più antico promotore degli scavi nel sito, è stata dedicata la strada d'accesso al Centro Interpretativo di Mirobriga.

## Tutela e classificazione del patrimonio
Il sito fu classificato come Bene di Interesse Pubblico nel 1940.